# 張次公
张次公（？—？），河东郡人，西汉将军。
以校尉从大将军卫青，封岸头侯。其后王太后崩，为将军，统领北军。前124年，为将军，与蘇建、公孙贺、李蔡、李沮从大将军卫青出朔方攻打匈奴。一共两为将军，后在元狩元年（前122年），以与淮南王刘安的女儿刘陵通奸收纳财物罪，失侯爵，治罪。

## 延伸阅读
[在维基数据编辑]
 《史記/卷111》，出自司馬遷《史記》